# Lowndes County (Mississippi)
Lowndes County is een county in de Amerikaanse staat Mississippi.
De county heeft een landoppervlakte van 1.301 km² en telt 61.586 inwoners (volkstelling 2000). De hoofdplaats is Columbus.